# ロバーツ郡 (サウスダコタ州)
ロバーツ郡（英: Roberts County）は、アメリカ合衆国サウスダコタ州の北東部隅に位置する郡である。2010年国勢調査での人口は10,149人であり、2000年の10,016人から1.3％増加した。郡庁所在地はシセトン市（人口2,470人）であり、同郡で人口最大の町でもある。郡名はノースダコタ州ファーゴ市のS・G・ロバーツ、あるいは地域初期のフランス人毛皮交易業者ソロモン・ロバーのどちらかに因んで名付けられた。

## 地理
アメリカ合衆国国勢調査局に拠れば、郡域全面積は1,135平方マイル (2,941 km2)であり、このうち陸地は1,101平方マイル (2,852 km2)、水域は34平方マイル (88 km2)で水域率は3.00％である。

### 主要高規格道路
| - 州間高速道路29号線 - アメリカ国道12号線 - サウスダコタ州道10号線 - サウスダコタ州道15号線 - サウスダコタ州道25号線 | - サウスダコタ州道106号線 - サウスダコタ州道109号線 - サウスダコタ州道123号線 - サウスダコタ州道127号線 |

### 隣接する郡
- リッチランド郡 (ノースダコタ州) - 北
- トラバース郡 (ミネソタ州) - 北東
- ビッグストーン郡 (ミネソタ州) - 南東
- グラント郡 - 南
- デイ郡 - 南西
- マーシャル郡 - 西

## 人口動態
以下は2000年の国勢調査による人口統計データである。
| 基礎データ - 人口: 10,016人 - 世帯数: 3,683 世帯 - 家族数: 2,618 家族 - 人口密度: 4人/km2（9人/mi2） - 住居数: 4,734軒 - 住居密度: 2軒/km2（4軒/mi2） 人種別人口構成 - 白人: 68.29% - アフリカン・アメリカン: 0.10% - ネイティブ・アメリカン: 29.86% - アジア人: 0.21% - 太平洋諸島系: 0.03% - その他の人種: 0.03% - 混血: 1.51% - ヒスパニック・ラテン系: 0.63% 年齢別人口構成 - 18歳未満: 30.0% - 18-24歳: 7.2% - 25-44歳: 23.6% - 45-64歳: 22.2% - 65歳以上: 17.0% - 年齢の中央値:37歳 - 性比（女性100人あたり男性の人口） - 総人口: 98.8 - 18歳以上: 98.2 | 世帯と家族（対世帯数） - 18歳未満の子供がいる: 33.8% - 結婚・同居している夫婦: 53.5% - 未婚・離婚・死別女性が世帯主: 11.8% - 非家族世帯: 28.9% - 単身世帯: 26.8% - 65歳以上の老人1人暮らし: 12.4% - 平均構成人数 - 世帯: 2.66人 - 家族: 3.22人 収入と家計 - 収入の中央値 - 世帯: 28,322米ドル - 家族: 33,361米ドル - 性別 - 男性: 25,516米ドル - 女性: 19,464米ドル - 人口1人あたり収入: 13,428米ドル - 貧困線以下 - 対人口: 22.1% - 対家族数: 16.6% - 18歳未満: 30.1% - 65歳以上: 17.4% |

## 都市と町
- クレアシティ
- コロナ
- ハマー
- ニューエッフィントン
- オートレー
- ピーバー
- ロショルト
- シセトン - 郡庁所在地
- サミット
- ビクター
- ホワイトロック
- ウィルモット

### 郡区
ロバーツ郡は下記31の郡区に分けられている。
| - エージェンシー - アルト - ベッカー - ボスコ - ブライアント - ドライウッドレイク - イースター - エンタープライズ - ガーフィールド - ジェネセオ | - グッドウィル - グラント - ハーモン - ハート - レイク - ローレンス - リー - リーン - ロックウッド - ロングホロー | - ミネソタ - ノーウェイ - ワンロード - ロショルト - オートレー - シセトン - スプリングデール - スプリンググローブ - サミット - ビクター | - ホワイトロック |